# Fontaine-Française
 Fontaine-Française  là một xã ở tỉnh Côte-d'Or trong vùng Bourgogne-Franche-Comté, phía đông nước Pháp. Xã Fontaine-Française nằm ở khu vực có độ cao trung bình 230 mét trên mực nước biển.